# Manuel Sánchez-Camargo
Manuel Sánchez-Camargo (Madrid, 1911-Madrid, 1967) fue un crítico de arte, escritor y periodista español.

## Biografía
Nacido en Madrid el 5 de noviembre de 1911, era abogado y colaboró en publicaciones periódicas como El Siglo Futuro, El Alcázar, Pueblo y Hoja del Lunes, entre otras. Sánchez-Camargo, que obtuvo en 1945 un premio nacional de literatura, mantuvo amistad con el pintor José Gutiérrez-Solana, de quien escribió una biografía. Entre sus obras se contaron también títulos como Ventana, Nosotros los muertos (relatos del loco Basilio) (1948) y La muerte y la pintura española (1955). Falleció el 19 de febrero de 1967 en Madridy fue enterrado en el cementerio de la Almudena.